# Баху-Бике
Баху-Бике ("Паху-Бике") — аварская ханша, дочь Умахана Великого и жена Султан Ахмед-хан Аварского.

## Биография
Правила в аварском ханстве, жила в Хунзахе, вдова Аварского хана Алисултан-Ахмеда. Известно из источников, что она играла важную роль в политических событиях Кавказской войны на стороне Российской империи. Несмотря на не простую внутриполитическую ситуацию в Дагестане, Паху-Бике не боялась открыто симпатизировать царским властям, тем самым вызывала гнев у мюридов. А в 1830 г. Паху-бике, выступила открыто против мюридов Гази-Мухаммада.
Подробно об этих событиях писал Лесли Бланч:

Увидев огромную колонну мюридов, в количестве 8 тысяч человек, хунзахцы впали в панику. Но тут появилась Паху-бике с саблей в руках и крикнула: «Если вы испугались, дайте нам, женщинам, ваши мечи и спрячьтесь за нашими юбками.»
Слова ханши оказали огромное воздействие. В феврале 1830 года состоялась битва за Хунзах. Мужчины Хунзаха в ярости бросились на противника. Гази-Мухаммаду пришлось отступить, а Паху-бике ещё более возвысилась в глазах хунзахцев. За эту победу Николай I пожаловал Аварскому ханству знамя с гербом России, а правительнице Паху-Бике отрез на платье.
Жизнь Паху-бике оборвалась в 1834 г. Мюриды имама Хамзат-бека убили ее сыновей Нуцал-хана и Умма-хана, а затем на площади прилюдно казнили её, всадив в горло кинжал. Расправа над Паху-бике настроила против мюридов многих жителей Дагестана и подняла волну социальных протестов. Паху-бике осталась в памяти народа — в легендах и песнях.